# 4월 6일 청년 운동
4월 6일 청년 운동 (حركة شباب 6 أبريل)은 이집트의 페이스북 그룹이 2008년 봄 산업도시인 엘 마하라 엘 쿠브라 지역의 노동자들을 지지하고자 시작한 4월 6일 총파업을 벌이기 위해 시작한 청년운동이다.
운동가들은 각 참여자를 직접 방문할 때 검은색 옷을 입고 파업 날에는 집에 머문 것으로 알려졌다. 블로거와 시민 기자 및 언론인들은 페이스북, 트위터, 플리터, 블로그를 비롯한 신종 미디어를 사용해 파업 상황에 대해 보도하고 네트워크에 경찰의 활동과 법적 보호에 대한 글을 올려 관심을 끌었다.
뉴욕 타임스는 이 운동을 이집트에서 가장 극적인 논쟁을 불러일으켜 정치적은 페이스북 그룹으로 성장하게 된 계기를 제공한 것으로 평가했다. 2009년 1월부로 7만명에 가까운 젊고 유능한 인재들이 참여해 이전에는 정치적이지 않았던 대다수의 세력이 핵심적인 관심사에 대해 주장을 펼치기 시작했는데 발언권과 정부의 의결에 대한 비판 및 갈수록 어려워져 갔던 정부에 대한 여론 등이 해당됐다.
4월 6일 운동은 오트포르! 운동(세르비아)와 같은 구호를 사용해 세르비아 정부의 하야를 촉진하는 계기를 제공했으며 비폭력적인 방법이 후에 우크라이나와 조지아에서도 응용됐다.

## 대중 참여 및 체포
국가의 내부 상황을 토론하는 장을 온라인에서 열게 된 상황을 차치하고 대다수의 참여자들은 대중들에게 직접 다가가 감금 혹은 투옥된 언론인들을 석방하고 2009-2009이스라엘-가자 지구 분쟁에 대한 관심을 불러일으키고자 랠리를 시작했다. 공식 발표에서 참여자들은 정당이 절대 아니라는 점을 강조했으며 최초의 참여자 중 하나인 아메드 마헤르는 이집트 다국에 의해 2008년 5월 체포됐다.
2008년 8월 그가 14명의 참여자와 함께 다시 체포됐으며 죄목은 "정권에 대한 반기 도모"로 발표됐다. 그는 이집트 당국이 증언 시 그를 위협할 수 있을 것임을 명심하라는 어투로 위협했다고 주장했다.
2009년 4월 6일 이집트 정부 세력으로 추종되는 세력에 의해 공격당해 여러 웹사이트가 동시다발적으로 해킹을 당했다. 카이로의 시위는 민무늬의 옷을 입은 이집트의 경찰관과 여러 체포로 얼룩졌다.
2011년 1월 19일 위키리크스 문서는 미국이 이 운동을 "야당 정치인과 활동가의 주류 밖 활동"으로 규정했음을 시사하였고 운동의 민주주의 쟁취 노력이 "비현실적"이라고 평했으나 아직까지는 여러 모로 지지하고 있음을 밝혔다.
2011년 1월 31일 2월 1일 화요일에 1백만 명 이상이 참가하는 운동을 펼쳐 대통령 무바라크를 실각시키도록 움직일 것을 도모했다.
2011년 2월 3일 히샴 무바라크 법센터에서 4월 6일 활동가들의 모임이 열려 의학적, 법적 도움을 제공하고자 하였으나 이집트 당국의 기습 공격으로 수많은 시위 참가자들이 체포됐다.

## 같이 보기
- 비폭력 저항
- 호스니 무바라크

## 더 읽어보기
- Kirkpatrick, David D.; David E. Sanger (2011년 2월 13일). “A Tunisian-Egyptian link that shook Arab history”. 《The New York Times》. 2011년 2월 27일에 확인함.
- Wolman, David (2011년 2월 13일). “The techie dissidents who showed Egyptians how to organize online”. 《The Atlantic》. 2011년 2월 27일에 확인함.